# Яхая, Сейду
Сейду Яхая (англ. Seidu Yahaya, 31 декабря 1989, Аккра, Гана) — ганский футболист, полузащитник латвийского клуба «Лиепая».

## Карьера
Профессиональную карьеру Сейду начал в ганском клубе «Тема Ют». В 2008 году переехал в Грецию, сначала на правах аренды играл за «Анагенниси Кардица», в составе которой провёл 29 игр, а в 2009 году подписал контракт с афинским клубом АЕК. Спустя сезон Яхая перебрался в израильский «Маккаби» (Хайфа), в котором он сыграл 57 матчей. В 2012 году перебрался в румынскую «Астру», за три года выступления в команде Яхая выиграл Кубок и Суперкубок, стал серебряным призёром чемпионата и участвовал в групповом этапе Лиги Европы. В июне 2015 года на правах свободного агента подписал контракт с тираспольским «Шерифом». За молдавскую команду дебютировал в матче за Суперкубок Молдавии, Сейду отыграл все 90 минут, а «Шериф» выиграл со счётом 3:1.
30 ноября 2017 в качестве свободного агента подписал контракт с минским «Динамо».

## Достижения
«Маккаби» (Хайфа)
- Чемпион Израиля: 2010/11
- Финалист Кубка Израиля (2): 2010/11, 2011/12

«Астра»
- Обладатель Кубка Румынии: 2013/14
- Обладатель Суперкубка Румынии: 2014
- Серебряный призёр чемпионата Румынии: 2013/14

«Шериф»
- Чемпион Молдавии: 2015/16
- Обладатель Суперкубка Молдавии: 2015